# 小室 (伊奈町)
小室（こむろ）は、埼玉県北足立郡伊奈町の大字。郵便番号は362-0806。

## 地理
北足立郡伊奈町の中央部の大宮台地上に位置する。地内は台地は畑が多く、綾瀬川沿いの沖積平野は水田地帯となっている。かつては伊奈町役場所在地であったが、区画整理により中央に地名変更された。中央部と蓮田市綾瀬に接する部分は市街化区域に、それ以外の地区は市街化調整区域に指定されている。埼玉新都市交通伊奈線（ニューシャトル）開業までは農地が広がっていたが、現在はベッドタウンとして人口が増加している。栄の南東に位置する地区は、地図において飛地のように描かれる場合があるが、原市沼川の河川敷は大字小室となっているため、飛地ではない。
- 河川：綾瀬川、原市沼川
- 池沼：原市沼

## 歴史

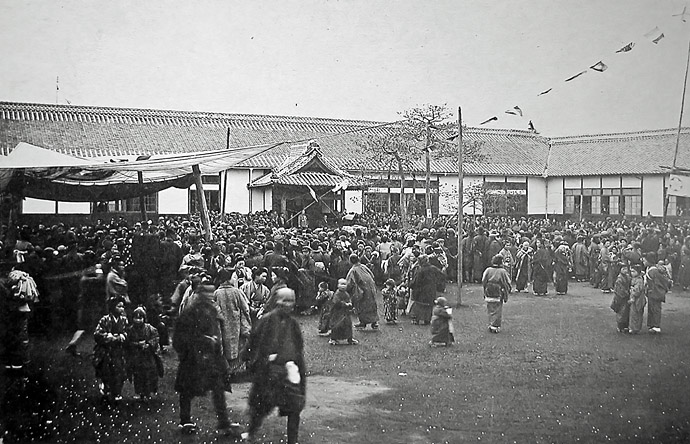
小室尋常高等小学校の校舎落成祝典（1910年4月16日）

もとは江戸期より存在した足立郡小室領に属する小室宿村、古くは南北朝期の応安3年3月より見出せる小室郷の小室であり、小室郷にある8か村のひとつの小室村であった。街道筋の宿の町並みから小室の地名に宿が加えられて小室宿となった経緯がある。
- 天正18年は関東郡代伊奈氏の知行、元和5年より旗本伊奈氏の知行[7]。
- 1869年（明治2年）12月2日：旗本領が上知され、浦和県の管轄となる（府藩県三治制も参照）。
- 1871年（明治4年）11月13日：第1次府県統合により、埼玉県の管轄となる。
- 1873年（明治6年）6月2日：建正寺の境内に第1大学区、第11番中学区、第163番小学校（現・伊奈町立小室小学校）が開校する[8]。
- 1875年（明治8年）：柄山村、小貝戸村、小室宿村、柴村、中荻村、別所村、本村、丸山村が合併し、小室村が成立する[7]。
- 1879年（明治12年） - 郡区町村編制法施行に伴い、北足立郡に所属する[7]。
- 1889年（明治22年）4月1日：町村制施行に伴い、小室村が単独で自治体を形成[7]。大字はなし。
- 1943年（昭和18年）7月15日：小室村・小針村が合併し、伊奈村が発足。小室村は伊奈村の大字小室となる[9]。
- 1954年（昭和29年）：一部が蓮田町へ編入される[7]。
- 1970年（昭和45年）11月1日：伊奈村が町制を施行し、伊奈町となる。同町の大字となる[9][10]。
- 1971年（昭和46年）3月23日：一部を施行区域に含む伊奈町北部土地区画整理事業の都市計画が決定される[11]。
- 1972年（昭和47年）12月26日：一部を施行区域に含む伊奈南部土地区画整理事業が認可される[11]。
- 1974年（昭和49年）3月12日：伊奈町北部土地区画整理事業が認可される[11]。
- 1978年（昭和53年）2月25日：前日に伊奈南部土地区画整理事業の換地処分の公告が行われた[11]ことに伴い、町名地番変更が行われ[12]、栄一丁目 - 六丁目が成立[10]。
- 1979年（昭和54年）3月2日：一部を施行区域に含む伊奈町中央土地区画整理事業が認可される[11]。
- 1984年（昭和59年）9月29日：前日に伊奈町北部土地区画整理事業の換地処分の公告が行われた[11]ことに伴い、町名地番変更が行われ[12]、大字小室・大字大針・大字小針内宿・大字小針新宿・大字羽貫の各一部から寿一丁目 - 五丁目が成立[13]。
- 1985年（昭和60年）11月15日：一部を施行区域に含む伊奈町中部特定土地区画整理事業の都市計画が決定される[11]。
- 1987年（昭和62年）9月10日：伊奈町中部特定土地区画整理事業が認可される[11]。
- 1989年（平成元年）11月1日：前日に伊奈町中央土地区画整理事業の換地処分の公告が行われた[11]ことに伴い、町名地番変更が行われ[12]、一部から本町一丁目 - 三丁目が成立。
- 1998年（平成10年）10月30日：一部を施行区域に含む伊奈町小室第一土地区画整理事業が認可される[11]。
- 2000年（平成12年）3月17日：前日に伊奈町小室第一土地区画整理事業の換地処分の公告が行われた[11]ことに伴い、地番変更が行われ、施行区域で地番が変更になる。
- 2020年（令和2年）11月21日：前日に伊奈町中部特定土地区画整理事業の換地処分の公告が行われた[11]ことに伴い、町名地番変更が行われ[12]、一部から中央一丁目 - 五丁目が成立[14]。

## 交通
鉄道
- 埼玉新都市交通伊奈線（ニューシャトル） - 丸山駅・志久駅・伊奈中央駅
- その他、東北新幹線が大宮駅 - 小山駅間で、上越新幹線が大宮駅 - 熊谷駅間で地区内を通過している。

道路
- 埼玉県道3号さいたま栗橋線
- 埼玉県道5号さいたま菖蒲線
- 埼玉県道150号上尾蓮田線
- 埼玉県道311号蓮田鴻巣線
- 埼玉県道323号上尾環状線

## 施設
1980年の時点では、地内に1934年（昭和9年）に開設された国際電話（後の国際電信電話）の小室受信所があった。
- 日本薬科大学さいたまキャンパス
- 国際学院高等学校
- 栄北高等学校
- 伊奈町立伊奈中学校
- 伊奈町立南中学校
- 伊奈町立小室小学校
- 埼玉県立がんセンター
- 伊奈消防署
- 伊奈町立伊奈中央会館（同和教育集会所）
- 埼玉新都市交通丸山車両基地

## 史跡・文化財
- 大島家住宅（国登録有形文化財）[15]
- 伊奈氏屋敷跡（県指定史跡）[10]
- 小貝戸貝塚（県指定史跡）
- 大山遺跡（県重要遺跡）
- 志久遺跡